# NBA Summer League 2014
La NBA Summer League 2014 (en español: Liga de Verano de la NBA de 2014) se compone de dos ligas profesionales de baloncesto organizadas por la NBA y los Orlando Magic, justo después del Draft de la NBA de 2014. Diez equipos formaron parte de la liga de verano de una semana en el Amway Arena en Orlando, Florida desde el 5 hasta el 11 de julio de 2014. La otra liga de verano se llevará a cabo en el Thomas & Mack Center y el Cox Pavilion en Paradise, Nevada (cerca de Las Vegas) desde el 11 hasta el 21 de julio de 2014. Todos los equipos de la NBA participarán junto con la Selección de la NBA D-League. 10 equipos participaron en la liga de verano de Orlando y 23 equipos de la NBA, además de la Selección de la NBA D-League participaran en la liga de verano de Las Vegas. Los Houston Rockets, Miami Heat y Philadelphia 76ers participarán en ambas ligas.
Los Philadelphia 76ers ganaron el campeonato de la Orlando Pro Summer League al derrotar a los Memphis Grizzlies en el partido por el título, 91 por 75. Elfrid Payton fue nombrado MVP de la liga.
Los Sacramento Kings ganaron el campeonato de Las Vegas NBA Summer League al derrotar a los Houston Rockets en el partido por el título, 77 por 68. Glen Rice, Jr. de los Washington Wizards fue nombrado MVP de la liga. Ray McCallum, Jr. de los Kings fue nombrado MVP del partido por el campeonato.

## Orlando Pro Summer League
En virtud de un acuerdo de patrocinio con Southwest Airlines Co., el nombre oficial de la liga es la Southwest Orlando Pro Summer League en 2014. Todos los partidos se jugaron en el cancha de la práctica de los Orlando Magic en el Amway Arena, no en la cancha de baloncesto principal. Las entradas para los partidos no fueron vendidas al público en general.

### Equipos
- Orlando Magic (anfitrión)
- Boston Celtics
- Brooklyn Nets
- Detroit Pistons
- Houston Rockets
- Indiana Pacers
- Memphis Grizzlies
- Miami Heat
- Oklahoma City Thunder
- Philadelphia 76ers

### Calendario

#### Día 1
| 5 de julio | Brooklyn Nets                                                   | 101–81                                | Indiana Pacers                                            | |  |
| 9:00 a. m. | Parciales: 29–11, 27–16, 24–29, 21–25                           | Parciales: 29–11, 27–16, 24–29, 21–25 | Parciales: 29–11, 27–16, 24–29, 21–25                     | |  |
|            | Estadísticas Mason Plumlee 23 Cory Jefferson 9 Marquis Teague 6 | Reporte Pts Reb Asts                  | Estadísticas Donald Sloan 21 Kevin Jones 8 Donald Sloan 3 | Pabellón: Amway Center, Orlando, Florida Árbitros: Steven Anderson, Kelly Pfeifer, Isaac Barnett Televisión: NBA TV |  |

| 5 de julio  | Miami Heat                                                                | 77–85                                 | Boston Celtics                                             | |  |
| 11:00 a. m. | Parciales: 21–20, 17–15, 16–23, 23–27                                     | Parciales: 21–20, 17–15, 16–23, 23–27 | Parciales: 21–20, 17–15, 16–23, 23–27                      | |  |
|             | Estadísticas James Ennis 18 Benimon, Hamilton 9 cada uno Danilo Barthel 4 | Reporte Pts Reb Asts                  | Estadísticas Kelly Olynyk 20 Kelly Olynyk 8 Phil Pressey 7 | Pabellón: Amway Center, Orlando, Florida Árbitros: Bill Kennedy, Ben Taylor, Jacyn Goble, JB DeRosa Televisión: NBA TV |  |

| 5 de julio | Orlando Magic                                                   | 83–77                                 | Philadelphia 76ers                                                | |  |
| 1:00 p. m. | Parciales: 22–23, 24–20, 19–14, 18–20                           | Parciales: 22–23, 24–20, 19–14, 18–20 | Parciales: 22–23, 24–20, 19–14, 18–20                             | |  |
|            | Estadísticas Victor Oladipo 18 Victor Oladipo 6 Elfrid Payton 5 | Reporte Pts Reb Asts                  | Estadísticas Nerlens Noel 19 Hollis Thompson 14 Hollis Thompson 5 | Pabellón: Amway Center, Orlando, Florida Árbitros: Marques Pettigrew, Aaron Smith, Karl Lane, Brent Barnaky, Bharat Ramanan Televisión: NBA TV |  |

| 5 de julio | Detroit Pistons                                                            | 95–89                                 | Houston Rockets                                             | |  |
| 3:00 p. m. | Parciales: 28–17, 23–23, 20–27, 24–22                                      | Parciales: 28–17, 23–23, 20–27, 24–22 | Parciales: 28–17, 23–23, 20–27, 24–22                       | |  |
|            | Estadísticas Kentavious Caldwell-Pope 26 DeAndre Liggins 7 Tim Ohlbrecht 6 | Reporte Pts Reb Asts                  | Estadísticas Chris Crawford 20 Tarik Black 7 Chris Kramer 7 | Pabellón: Amway Center, Orlando, Florida Árbitros: Kevin Scott, Steven Perry, Aaron Smith Televisión: NBA TV |  |

| 5 de julio | Memphis Grizzlies                                                           | 84–63                                 | Oklahoma City Thunder                                      | |  |
| 5:00 p. m. | Parciales: 17–19, 33–16, 16–15, 18–13                                       | Parciales: 17–19, 33–16, 16–15, 18–13 | Parciales: 17–19, 33–16, 16–15, 18–13                      | |  |
|            | Estadísticas Jordan Adams 22 Stokes, Franklin 5 cada uno Scottie Wilbekin 5 | Reporte Pts Reb Asts                  | Estadísticas Perry Jones 15 Andre Roberson 8 Jeremy Lamb 2 | Pabellón: Amway Center, Orlando, Florida Árbitros: Curtis Blair, Gediminas Petraitis, Ged Regetz Televisión: NBA TV |  |

#### Día 2
| 6 de julio | Memphis Grizzlies                                                | 82–85                                 | Detroit Pistons                                                                    | |  |
| 3:00 p. m. | Parciales: 22–20, 17–14, 20–30, 23–21                            | Parciales: 22–20, 17–14, 20–30, 23–21 | Parciales: 22–20, 17–14, 20–30, 23–21                                              | |  |
|            | Estadísticas Jordan Adams 20 Jarnell Stokes 12 Jamaal Franklin 4 | Reporte Pts Reb Asts                  | Estadísticas Kentavious Caldwell-Pope 30 Kentavious Caldwell-Pope 12 Peyton Siva 7 | Pabellón: Amway Center, Orlando, Florida Árbitros: James Williams, Isaac Barnett, Bharat Ramanan Televisión: NBA TV |  |

| 6 de julio | Philadelphia 76ers                                             | 84–73                                 | Oklahoma City Thunder                                           | |  |
| 5:00 p. m. | Parciales: 25–17, 21–13, 21–23, 17–20                          | Parciales: 25–17, 21–13, 21–23, 17–20 | Parciales: 25–17, 21–13, 21–23, 17–20                           | |  |
|            | Estadísticas Casper Ware 20 Ronald Roberts Jr. 6 Casper Ware 5 | Reporte Pts Reb Asts                  | Estadísticas Mario Little 18 André Roberson 10 Semaj Christon 5 | Pabellón: Amway Center, Orlando, Florida Árbitros: Steven Anderson, Steven Perry, Jacyn Goble, JB DeRosa Televisión: NBA TV |  |

| 6 de julio | Miami Heat                                                     | 110–91                                | Brooklyn Nets                                                                          | |  |
| 7:00 p. m. | Parciales: 30–17, 21–19, 27–26, 32–29                          | Parciales: 30–17, 21–19, 27–26, 32–29 | Parciales: 30–17, 21–19, 27–26, 32–29                                                  | |  |
|            | Estadísticas James Ennis 29 Justin Hamilton 9 Shabazz Napier 7 | Reporte Pts Reb Asts                  | Estadísticas Mason Plumlee 18 Thomas, Jefferson 5 cada uno M. Brown, Thames 6 cada uno | Pabellón: Amway Center, Orlando, Florida Árbitros: Curtis Blair, Marques Pettigrew, Ged Regetz Televisión: NBA TV |  |

#### Día 3
| 7 de julio | Indiana Pacers                                               | 96–77                                 | Boston Celtics                                                                                 | |  |
| 3:00 p. m. | Parciales: 14–30, 34–11, 31–16, 17–20                        | Parciales: 14–30, 34–11, 31–16, 17–20 | Parciales: 14–30, 34–11, 31–16, 17–20                                                          | |  |
|            | Estadísticas Willie Reed 18 Arinze Onuaku 8 James Nunnally 4 | Boxscore Pts Reb Asts                 | Estadísticas Kelly Olynyk 15 Olynyk, Pressey, Moser 6 cada uno Olynyk, Smart, Moser 4 cada uno | Pabellón: Amway Center, Orlando, Florida Árbitros: Steven Perry, Brent Barnaky, Kelly Pfeifer Televisión: NBA TV |  |

| 7 de julio | Houston Rockets                                                | 69–87                                 | Orlando Magic                                                 | |  |
| 5:00 p. m. | Parciales: 11–23, 20–31, 18–11, 20–22                          | Parciales: 11–23, 20–31, 18–11, 20–22 | Parciales: 11–23, 20–31, 18–11, 20–22                         | |  |
|            | Estadísticas Nick Johnson 13 Chris Crawford 8 Chris Crawford 5 | Reporte Pts Reb Asts                  | Estadísticas Elfrid Payton 12 Elfrid Payton 8 Elfrid Payton 9 | Pabellón: Amway Center, Orlando, Florida Árbitros: Kevin Scott, JB DeRosa, Gediminas Petraitis Televisión: NBA TV |  |

| 7 de julio | Oklahoma City Thunder                                          | 98–84                                 | Brooklyn Nets                                                              | |  |
| 7:00 p. m. | Parciales: 22–24, 21–19, 26–22, 29–19                          | Parciales: 22–24, 21–19, 26–22, 29–19 | Parciales: 22–24, 21–19, 26–22, 29–19                                      | |  |
|            | Estadísticas Jeremy Lamb 26 Mitch McGary 13 Michael Stockton 5 | Reporte Pts Reb Asts                  | Estadísticas Mason Plumlee 13 Summers, Plumlee 6 cada uno Marquis Teague 4 | Pabellón: Amway Center, Orlando, Florida Árbitros: Ben Taylor, John Conley, Aaron Smith Televisión: NBA TV |  |

#### Día 4
| 8 de julio | Orlando Magic                                                               | 73–80                                 | Memphis Grizzlies                                                | |  |
| 3:00 p. m. | Parciales: 23–17, 16–24, 17–23, 17–16                                       | Parciales: 23–17, 16–24, 17–23, 17–16 | Parciales: 23–17, 16–24, 17–23, 17–16                            | |  |
|            | Estadísticas Dewayne Dedmon 13 Victor Oladipo 7 C. Jones, Payton 3 cada uno | Reporte Pts Reb Asts                  | Estadísticas Kalin Lucas 14 Jarnell Stokes 12 Scottie Wilbekin 5 | Pabellón: Amway Center, Orlando, Florida Árbitros: James Williams, Marques Pettigrew, Jacyn Goble Televisión: NBA TV |  |

| 8 de julio | Miami Heat                                                                    | 78–80                                 | Detroit Pistons                                                            | |  |
| 5:00 p. m. | Parciales: 21–14, 17–16, 17–27, 23–23                                         | Parciales: 21–14, 17–16, 17–27, 23–23 | Parciales: 21–14, 17–16, 17–27, 23–23                                      | |  |
|            | Estadísticas Tyler Honeycutt 12 Eli Holman 9 Napier, Dawkins, Drew 2 cada uno | Reporte Pts Reb Asts                  | Estadísticas Kentavious Caldwell-Pope 26 Caldwell-Pope 7 DeAndre Liggins 5 | Pabellón: Amway Center, Orlando, Florida Árbitros: Curtis Blair, Ged Regetz, Kelly Pfeifer Televisión: NBA TV |  |

| 8 de julio | Houston Rockets                                            | 71–92                                 | Philadelphia 76ers                                         | |  |
| 7:00 p. m. | Parciales: 21–19, 19–27, 19–23, 12–23                      | Parciales: 21–19, 19–27, 19–23, 12–23 | Parciales: 21–19, 19–27, 19–23, 12–23                      | |  |
|            | Estadísticas Jahii Carson 18 Tarik Black 10 Nick Johnson 4 | Reporte Pts Reb Asts                  | Estadísticas Casper Ware 16 JaKarr Sampson 8 Casper Ware 4 | Pabellón: Amway Center, Orlando, Florida Árbitros: Steven Anderson, Isaac Barnett, Bharat Ramanan Televisión: NBA TV |  |

#### Día 5
| 9 de julio | Indiana Pacers                                             | 94–71                                 | Oklahoma City Thunder                                                                               | |  |
| 3:00 p. m. | Parciales: 22–23, 34–13, 22–15, 16–20                      | Parciales: 22–23, 34–13, 22–15, 16–20 | Parciales: 22–23, 34–13, 22–15, 16–20                                                               | |  |
|            | Estadísticas Donald Sloan 19 Kevin Jones 12 Donald Sloan 6 | Reporte Pts Reb Asts                  | Estadísticas Mitch McGary 15 André Roberson 10 A. Roberson, J. Lamb, N. Smith, M. Stockton cada uno | Pabellón: Amway Center, Orlando, Florida Árbitros: Brent Barnaky, Steven Perry, Gediminas Petraitis Televisión: NBA TV |  |

| 9 de julio | Philadelphia 76ers                                                     | 92–86                                 | Brooklyn Nets                                                               | |  |
| 5:00 p. m. | Parciales: 20–16, 16–27, 27–26, 29–17                                  | Parciales: 20–16, 16–27, 27–26, 29–17 | Parciales: 20–16, 16–27, 27–26, 29–17                                       | |  |
|            | Estadísticas Casper Ware 24 H. Thompson, Noel 9 cada uno Casper Ware 8 | Reporte Pts Reb Asts                  | Estadísticas Greene, M. Brown 17 cada uno Cory Jefferson 8 Marquis Teague 9 | Pabellón: Amway Center, Orlando, Florida Árbitros: Curtis Blair, JB DeRosa, Aaron Smith Televisión: NBA TV |  |

| 9 de julio | Boston Celtics                                             | 92–90                                 | Detroit Pistons                                                                                       | |  |
| 7:00 p. m. | Parciales: 20–17, 32–33, 22–11, 18–29                      | Parciales: 20–17, 32–33, 22–11, 18–29 | Parciales: 20–17, 32–33, 22–11, 18–29                                                                 | |  |
|            | Estadísticas Kelly Olynyk 16 Kelly Olynyk 9 Marcus Smart 6 | Reporte Pts Reb Asts                  | Estadísticas Kentavious Caldwell-Pope 26 Kentavious Caldwell-Pope 9 Liggins, Caldwell-Pope 3 cada uno | Pabellón: Amway Center, Orlando, Florida Árbitros: Kevin Scott, Steven Anderson, Ged Regetz Televisión: NBA TV |  |

#### Día 6
| 10 de julio | Indiana Pacers                                           | 84–74                                 | Miami Heat                                                            | |  |
| 3:00 p. m.  | Parciales: 16–13, 22–21, 20–23, 26–17                    | Parciales: 16–13, 22–21, 20–23, 26–17 | Parciales: 16–13, 22–21, 20–23, 26–17                                 | |  |
|             | Estadísticas James Nunnally 19 Kevin Jones 15 Dee Bost 7 | Reporte Pts Reb Asts                  | Estadísticas James Ennis 17 Justin Hamilton 6 Napier, Drew 5 cada uno | Pabellón: Amway Center, Orlando, Florida Árbitros: Curtis Blair, Aaron Smith, Jacyn Goble, Gediminas Petraitis Televisión: NBA TV |  |

| 10 de julio | Boston Celtics                                              | 76–67                                 | Orlando Magic                                               | |  |
| 5:00 p. m.  | Parciales: 15–14, 14–18, 20–18, 27–17                       | Parciales: 15–14, 14–18, 20–18, 27–17 | Parciales: 15–14, 14–18, 20–18, 27–17                       | |  |
|             | Estadísticas Marcus Smart 19 Chris Johnson 6 Marcus Smart 5 | Reporte Pts Reb Asts                  | Estadísticas Seth Curry 15 Elfrid Payton 9 Elfrid Payton 10 | Pabellón: Amway Center, Orlando, Florida Árbitros: Ben Taylor, Isaac Barnett, Marques Pettigrew Televisión: NBA TV |  |

| 10 de julio | Memphis Grizzlies                                                              | 88–74                                 | Houston Rockets                             | |  |
| 7:00 p. m.  | Parciales: 26–17, 19–27, 19–14, 24–16                                          | Parciales: 26–17, 19–27, 19–14, 24–16 | Parciales: 26–17, 19–27, 19–14, 24–16       | |  |
|             | Estadísticas Jordan Adams 19 Stokes, D. Thompson 7 cada uno Scottie Wilbekin 8 | Reporte Pts Reb Asts                  | Estadísticas Nick Johnson 22 Nick Johnson 6 | Pabellón: Amway Center, Orlando, Florida Árbitros: James Williams, Kelly Pfeifer, Bharat Ramanan Televisión: NBA TV |  |

### Día del campeonato
Cada equipo juega un partido en la última jornada de la liga, ya sea para la primera, tercera, quinta, séptima o novena posición.

#### Criterios de posición
La posición es determinada por el total de puntos de un equipo después de los primeros cinco días. Ocho puntos son otorgados por cada partido: cuatro puntos para el ganador del partido y un punto por cada cuarto que cualquier equipo ganó. En el caso de un cuarto empate, cada equipo recibe medio punto. Esto difiere de la del año anterior, cuando se otorgaron sólo tres puntos para el ganador del partido, y había un máximo de siete puntos en total disponible en cada partido. Si dos o más equipos tienen los mismos puntos, entonces los siguientes criterios de desempate se aplican:
1. Diferencial de puntos totales
2. Menos el total de puntos permitidos
3. Cara o cruz

Cada puesto o posición de número impar se empareja con el equipo posicionado inmediatamente debajo de él. Por ejemplo, las dos mejores posiciones disputarán el partido por el campeonato, la tercera y cuarta posición disputarán el partido por el tercer lugar, etc.

#### Clasificaciones/posiciones
| #  | Equipo                | PJ | G | P | Pts  | Notas de desempates   |
| -- | --------------------- | -- | - | - | ---- | --------------------- |
| 1  | Memphis Grizzlies     | 4  | 3 | 1 | 23   |                       |
| 2  | Philadelphia 76ers    | 4  | 3 | 1 | 22   |                       |
| 3  | Indiana Pacers        | 4  | 3 | 1 | 21   | Punto diferencial +32 |
| 4  | Boston Celtics        | 4  | 3 | 1 | 21   | Punto diferencial 0   |
| 5  | Detroit Pistons       | 4  | 3 | 1 | 19   |                       |
| 6  | Orlando Magic         | 4  | 2 | 2 | 16   |                       |
| 7  | Miami Heat            | 4  | 1 | 3 | 13.5 |                       |
| 8  | Oklahoma City Thunder | 4  | 1 | 3 | 12   |                       |
| 9  | Brooklyn Nets         | 4  | 1 | 3 | 8    |                       |
| 10 | Houston Rockets       | 4  | 0 | 4 | 4.5  |                       |

#### Calendario del día de campeonato

##### Partido por el 9º lugar
| 11 de julio | Houston Rockets                                                   | 101–75                                | Brooklyn Nets                                                    | |  |
| 4:00 p. m.  | Parciales: 29–22, 21–17, 26–18, 25–18                             | Parciales: 29–22, 21–17, 26–18, 25–18 | Parciales: 29–22, 21–17, 26–18, 25–18                            | |  |
|             | Estadísticas Jermaine Marshall 21 Nick Johnson 10 Nick Johnson 10 | Reporte Pts Reb Asts                  | Estadísticas Cory Jefferson 19 Cory Jefferson 7 Marquis Teague 7 | Pabellón: Amway Center, Orlando, Florida Árbitros: Steven Anderson, Bharat Ramanan, Kelly Pfeifer Televisión: NBA TV |  |

##### Partido por el 7º lugar
| 11 de julio | Oklahoma City Thunder                                    | 103–98                                | Miami Heat                                                       | |  |
| 2:00 p. m.  | Parciales: 35–29, 25–29, 20–22, 23–18                    | Parciales: 35–29, 25–29, 20–22, 23–18 | Parciales: 35–29, 25–29, 20–22, 23–18                            | |  |
|             | Estadísticas Perry Jones 20 Perry Jones 8 Mario Little 7 | Reporte Pts Reb Asts                  | Estadísticas Andre Dawkins 27 Justin Hamilton 7 Shabazz Napier 7 | Pabellón: Amway Center, Orlando, Florida Árbitros: Ben Taylor, Marques Pettigrew, Jacyn Goble Televisión: NBA TV |  |

##### Partido por el 5º lugar
| 11 de julio | Orlando Magic                                                   | 96–87                                 | Detroit Pistons                                                   | |  |
| 8:00 a. m.  | Parciales: 23–20, 29–23, 30–19, 14–25                           | Parciales: 23–20, 29–23, 30–19, 14–25 | Parciales: 23–20, 29–23, 30–19, 14–25                             | |  |
|             | Estadísticas Victor Oladipo 22 Vernon Macklin 6 Elfrid Payton 8 | Reporte Pts Reb Asts                  | Estadísticas DeAndre Liggins 20 Justin Harper 8 DeAndre Liggins 7 | Pabellón: Amway Center, Orlando, Florida Árbitros: Gediminas Petraitis, JB DeRosa, Ged Regetz Televisión: NBA TV |  |

##### Partido por el3.erlugar
| 11 de julio | Boston Celtics                                                          | 86–95                                 | Indiana Pacers                                                           | |  |
| 10:00 a. m. | Parciales: 22–27, 22–25, 24–19, 18–24                                   | Parciales: 22–27, 22–25, 24–19, 18–24 | Parciales: 22–27, 22–25, 24–19, 18–24                                    | |  |
|             | Estadísticas Marcus Smart 20 Moser, Anosike 10 cada uno Phil Pressey 13 | Reporte Pts Reb Asts                  | Estadísticas Donald Sloan 20 K. Jones, Onuaku 8 cada uno Donald Sloan 10 | Pabellón: Amway Center, Orlando, Florida Árbitros: Brent Barnaky, Isaac Barnett, Steven Perry Televisión: NBA TV |  |

##### Partido por el campeonato
| 11 de julio | Philadelphia 76ers                                                  | 91–75                                 | Memphis Grizzlies                                              | |  |
| 12:00 p. m. | Parciales: 21–15, 14–27, 26–10, 30–23                               | Parciales: 21–15, 14–27, 26–10, 30–23 | Parciales: 21–15, 14–27, 26–10, 30–23                          | |  |
|             | Estadísticas Hollis Thompson 21 Ronald Roberts Jr. 11 Casper Ware 7 | Reporte Pts Reb Asts                  | Estadísticas Deon Thompson 15 Jarnell Stokes 11 Jordan Adams 5 | Pabellón: Amway Center, Orlando, Florida Árbitros: James Williams, Kevin Scott, Aaron Smith Televisión: NBA TV |  |

### Posiciones finales
| #  | Equipo                | PJ | G | P | PCT  |
| -- | --------------------- | -- | - | - | ---- |
| 1  | Philadelphia 76ers    | 5  | 4 | 1 | .800 |
| 2  | Memphis Grizzlies     | 5  | 3 | 2 | .600 |
| 3  | Indiana Pacers        | 5  | 4 | 1 | .800 |
| 4  | Boston Celtics        | 5  | 3 | 2 | .600 |
| 5  | Orlando Magic         | 5  | 3 | 2 | .600 |
| 6  | Detroit Pistons       | 5  | 3 | 2 | .600 |
| 7  | Oklahoma City Thunder | 5  | 2 | 3 | .400 |
| 8  | Miami Heat            | 5  | 1 | 4 | .200 |
| 9  | Houston Rockets       | 5  | 1 | 4 | .200 |
| 10 | Brooklyn Nets         | 5  | 1 | 4 | .200 |

### Líderes en estadísticas
Referencia:
| Jugador                  | Equipo             | PPP  |
| ------------------------ | ------------------ | ---- |
| Kentavious Caldwell-Pope | Detroit Pistons    | 24.0 |
| Casper Ware              | Philadelphia 76ers | 19.0 |
| Donald Sloan             | Indiana Pacers     | 18.5 |
| Mason Plumlee            | Brooklyn Nets      | 18.0 |
| Kelly Olynyk             | Boston Celtics     | 17.5 |

| Jugador         | Equipo                | RPP  |
| --------------- | --------------------- | ---- |
| Kevin Jones     | Indiana Pacers        | 10.0 |
| Jarnell Stokes  | Memphis Grizzlies     | 9.4  |
| André Roberson  | Oklahoma City Thunder | 8.3  |
| Hollis Thompson | Philadelphia 76ers    | 8.0  |
| Arinze Onuaku   | Indiana Pacers        | 7.5  |

| Jugador        | Equipo             | APP |
| -------------- | ------------------ | --- |
| Elfrid Payton  | Orlando Magic      | 7.0 |
| Marquis Teague | Brooklyn Nets      | 5.8 |
| Donald Sloan   | Indiana Pacers     | 5.5 |
| Phil Pressey   | Boston Celtics     | 5.4 |
| Casper Ware    | Philadelphia 76ers | 5.2 |

## Las Vegas NBA Summer League
En virtud de un acuerdo de patrocinio con Samsung Group (coreano: 삼성그룹), el nombre oficial de la liga es la Samsung NBA Summer League en 2014. A pesar del hecho de que "Las Vegas" no está en el nombre oficial de la liga, y los partidos se están jugando en Paradise, Nevada, que está cerca, pero no en Las Vegas, sin embargo, la liga está comúnmente conocida como "Las Vegas NBA Summer League" o Las Vegas Summer League (en español: Liga de Verano de Las Vegas). Este es el caso de los enlaces en el sitio web de la NBA.

### Equipos
- Atlanta Hawks
- Charlotte Hornets
- Chicago Bulls
- Cleveland Cavaliers
- Dallas Mavericks
- Denver Nuggets
- Golden State Warriors
- Houston Rockets
- Los Angeles Clippers
- Los Angeles Lakers
- Miami Heat
- Milwaukee Bucks
- Minnesota Timberwolves
- Selección de la NBA D-League
- New Orleans Pelicans
- New York Knicks
- Philadelphia 76ers
- Phoenix Suns
- Portland Trail Blazers
- Sacramento Kings
- San Antonio Spurs
- Toronto Raptors
- Utah Jazz
- Washington Wizards

### Calendario

#### Día 1
| 11 de julio | New York Knicks                                                 | 76–64                                 | Dallas Mavericks                                           | |  |
| 4:00 p. m.  | Parciales: 17–16, 17–15, 21–15, 21–18                           | Parciales: 17–16, 17–15, 21–15, 21–18 | Parciales: 17–16, 17–15, 21–15, 21–18                      | |  |
|             | Estadísticas Tim Hardaway Jr. 25 Cole Aldrich 14 Shane Larkin 5 | Reporte Pts Reb Asts                  | Estadísticas Bernard James 15 Bernard James 10 Gal Mekel 4 | Pabellón: Cox Pavilion, Paradise, Nevada Árbitros: Matt Boland, Brett Nansel, Jeff Wooten Televisión: NBA TV |  |

| 11 de julio | Toronto Raptors                                                 | 89–78                                 | Los Angeles Lakers                                                 | |  |
| 6:00 p. m.  | Parciales: 25–15, 22–18, 14–21, 28–24                           | Parciales: 25–15, 22–18, 14–21, 28–24 | Parciales: 25–15, 22–18, 14–21, 28–24                              | |  |
|             | Estadísticas John Shurna 21 Hassan Whiteside 11 Dwight Buycks 5 | Reporte Pts Reb Asts                  | Estadísticas Jordan Clarkson 21 Trevor Mbakwe 8 Kendall Marshall 5 | Pabellón: Cox Pavilion, Paradise, Nevada Árbitros: Lauren Holtkamp, Vladimir Voyard-Tadal, Charles Watson Televisión: NBA TV |  |

| 11 de julio | Cleveland Cavaliers                                               | 70–68                                 | Milwaukee Bucks                                                                        | |  |
| 8:00 p. m.  | Parciales: 15–15, 22–24, 11–16, 22–13                             | Parciales: 15–15, 22–24, 11–16, 22–13 | Parciales: 15–15, 22–24, 11–16, 22–13                                                  | |  |
|             | Estadísticas Andrew Wiggins 18 Alex Kirk 12 Matthew Dellavedova 6 | Reporte Pts Reb Asts                  | Estadísticas Antetokounmpo, Parker 17 cada uno Jabari Parker 9 Giannis Antetokounmpo 2 | Pabellón: Cox Pavilion, Paradise, Nevada Árbitros: Eli Roe, Mitchell Ervin, JT Orr Televisión: NBA TV |  |

| 11 de julio | Golden State Warriors                                         | 70–58                                 | Charlotte Hornets                                                          | |  |
| 8:30 p. m.  | Parciales: 21–13, 26–10, 13–20, 10–15                         | Parciales: 21–13, 26–10, 13–20, 10–15 | Parciales: 21–13, 26–10, 13–20, 10–15                                      | |  |
|             | Estadísticas Nemanja Nedović 17 Ognjen Kuzmić 8 Aaron Craft 4 | Reporte Pts Reb Asts                  | Estadísticas Mickey McConnell 19 Josh Davis 16 McConnell, Dyson 2 cada uno | Pabellón: Thomas & Mack Center, Paradise, Nevada Árbitros: Tre Maddox, Jason Goldenberg, Phenizee Ransom Televisión: NBA TV |  |

| 11 de julio | Sacramento Kings                                                   | 69–85                                 | San Antonio Spurs                                         | |  |
| 10:00 p. m. | Parciales: 21–18, 22–17, 11–30, 15–20                              | Parciales: 21–18, 22–17, 11–30, 15–20 | Parciales: 21–18, 22–17, 11–30, 15–20                     | |  |
|             | Estadísticas Acy, Stauskas 14 cada uno Quincy Acy 7 Nik Stauskas 3 | Reporte Pts Reb Asts                  | Estadísticas Austin Daye 14 Austin Daye 9 Kyle Anderson 6 | Pabellón: Cox Pavilion, Paradise, Nevada Árbitros: Scott Twardoski, Don Hudson, Justin VanDuyne Televisión: NBA TV |  |

| 11 de julio | Selección de la NBA D-League                                              | 81–83                                 | New Orleans Pelicans                                    | |  |
| 10:30 p. m. | Parciales: 21–10, 22–21, 24–26, 14–26                                     | Parciales: 21–10, 22–21, 24–26, 14–26 | Parciales: 21–10, 22–21, 24–26, 14–26                   | |  |
|             | Estadísticas Devin Ebanks 15 Devin Ebanks 13 Lockett, Mitchell 3 cada uno | Reporte Pts Reb Asts                  | Estadísticas Russ Smith 20 Patric Young 13 Russ Smith 5 | Pabellón: Thomas & Mack Center, Paradise, Nevada Árbitros: Dedric Taylor, Sir Allen Conner, Tyler Ford Televisión: NBA TV |  |

#### Día 2
| 12 de julio | Portland Trail Blazers                                                       | 69–71                                 | New York Knicks                                                                   | |  |
| 4:00 p. m.  | Parciales: 17–14, 15–18, 21–18, 16–21                                        | Parciales: 17–14, 15–18, 21–18, 16–21 | Parciales: 17–14, 15–18, 21–18, 16–21                                             | |  |
|             | Estadísticas Thomas Robinson 17 Barton, T. Robinson 7 cada uno Bobby Brown 5 | Reporte Pts Reb Asts                  | Estadísticas Tim Hardaway, Jr. 20 Henriquez, Larkin 7 cada uno Cleanthony Early 3 | Pabellón: Cox Pavilion, Paradise, Nevada Árbitros: Kevin Cutler, Brandon Hiers, Joseph Bissang, Damian Lyons Televisión: NBA TV |  |

| 12 de julio | Atlanta Hawks                                                                          | 74–90                                 | Washington Wizards                                        | |  |
| 4:30 p. m.  | Parciales: 17–23, 24–12, 18–31, 15–24                                                  | Parciales: 17–23, 24–12, 18–31, 15–24 | Parciales: 17–23, 24–12, 18–31, 15–24                     | |  |
|             | Estadísticas Adreian Payne 12 Adreian Payne 7 Schröder, J. Jenkins, Muscala 2 cada uno | Reporte Pts Reb Asts                  | Estadísticas Otto Porter 25 Daniel Orton 8 Maalik Wayns 5 | Pabellón: Thomas & Mack Center, Paradise, Nevada Árbitros: Illias Koromilas, Karl Lane, Vladimir Voyard-Tadal Televisión: NBA TV |  |

| 12 de julio | Toronto Raptors                                                                           | 83–104                                | Denver Nuggets                                           | |  |
| 6:00 p. m.  | Parciales: 15–32, 23–28, 26–19, 19–25                                                     | Parciales: 15–32, 23–28, 26–19, 19–25 | Parciales: 15–32, 23–28, 26–19, 19–25                    | |  |
|             | Estadísticas Dwight Buycks 21 D. Daniels, Nogueira, C. Daniels 5 cada uno Dwight Buycks 3 | Reporte Pts Reb Asts                  | Estadísticas Gary Harris 30 Erick Green 7 Chris Wright 7 | Pabellón: Cox Pavilion, Paradise, Nevada Árbitros: Nick Buchert, CJ Washington, Yevgenly Mikheyev, Damir Javor Televisión: NBA TV |  |

| 12 de julio | Dallas Mavericks                                                                     | 93–85                                 | Minnesota Timberwolves                                              | |  |
| 6:30 p. m.  | Parciales: 24–25, 27–16, 21–15, 21–29                                                | Parciales: 24–25, 27–16, 21–15, 21–29 | Parciales: 24–25, 27–16, 21–15, 21–29                               | |  |
|             | Estadísticas B. James, Ledo 21 B. James, Carmichael 7 cada uno Ledo, Bost 3 cada uno | Reporte Pts Reb Asts                  | Estadísticas Shabazz Muhammad 27 Shabazz Muhammad 11 Alexey Shved 3 | Pabellón: Thomas & Mack Center, Paradise, Nevada Árbitros: Tre Maddox, Phenizee Ransom, Mohammad Alamiri, Leandro Lezcano Televisión: NBA TV |  |

| 12 de julio | Phoenix Suns                                                                  | 72–74                                 | Golden State Warriors                                         | |  |
| 8:00 p. m.  | Parciales: 18–18, 11–18, 27–17, 16–21                                         | Parciales: 18–18, 11–18, 27–17, 16–21 | Parciales: 18–18, 11–18, 27–17, 16–21                         | |  |
|             | Estadísticas T. J. Warren 22 Miles Plumlee 9 Mi. Plumlee, T. Ennis 1 cada uno | Reporte Pts Reb Asts                  | Estadísticas Justin Holiday 29 Justin Holiday 13 O. Johnson 3 | Pabellón: Cox Pavilion, Paradise, Nevada Árbitros: Don Hudson, Gediminis Petraitis, Brady Chelette Televisión: NBA TV |  |

| 12 de julio | Chicago Bulls                                                  | 86–70                                 | Los Angeles Clippers                                         | |  |
| 8:30 p. m.  | Parciales: 22–19, 24–16, 19–16, 21–19                          | Parciales: 22–19, 24–16, 19–16, 21–19 | Parciales: 22–19, 24–16, 19–16, 21–19                        | |  |
|             | Estadísticas Tony Snell 27 Cameron Bairstow 6 Doug McDermott 4 | Reporte Pts Reb Asts                  | Estadísticas Lorenzo Brown 17 Jon Brockman 8 Lorenzo Brown 8 | Pabellón: Thomas & Mack Center, Paradise, Nevada Árbitros: Dedric Taylor, Jonathan Sterling, John Butler Televisión: NBA TV |  |

| 12 de julio | Houston Rockets                                                                | 81–92                                 | Miami Heat                                                    | |  |
| 10:00 p. m. | Parciales: 16–21, 17–23, 22–28, 26–20                                          | Parciales: 16–21, 17–23, 22–28, 26–20 | Parciales: 16–21, 17–23, 22–28, 26–20                         | |  |
|             | Estadísticas Isaiah Canaan 18 Motiejūnas, G. Johnson 4 cada uno Nick Johnson 6 | Reporte Pts Reb Asts                  | Estadísticas Justin Hamilton 21 James Ennis 8 Langston Hall 7 | Pabellón: Cox Pavilion, Paradise, Nevada Árbitros: Brett Nansel, Ray Acosta, Randy Richardson Televisión: NBA TV |  |

| 12 de julio | Utah Jazz                                                 | 70–74                                | Philadelphia 76ers                                                                     | |  |
| 10:30 p. m. | Parciales: 18–24, 18–15, 16–9, 18–26                      | Parciales: 18–24, 18–15, 16–9, 18–26 | Parciales: 18–24, 18–15, 16–9, 18–26                                                   | |  |
|             | Estadísticas Malcolm Thomas 13 Rudy Gobert 9 Trey Burke 4 | Reporte Pts Reb Asts                 | Estadísticas McRae, Kilpatrick 20 cada uno Jerami Grant 9 Frazier, Wilbekin 4 cada uno | Pabellón: Thomas & Mack Center, Paradise, Nevada Árbitros: Justin Van Duyne, Charles Watson, Brandon Adair Televisión: NBA TV |  |

#### Día 3
| 13 de julio | Cleveland Cavaliers                                                  | 82–70                                 | San Antonio Spurs                                                               | |  |
| 4:00 p. m.  | Parciales: 25-11, 16-12, 18-25, 23-22                                | Parciales: 25-11, 16-12, 18-25, 23-22 | Parciales: 25-11, 16-12, 18-25, 23-22                                           | |  |
|             | Estadísticas Will Cherry 21 Anthony Bennett 14 Matthew Dellavedova 7 | Reporte Pts Reb Asts                  | Estadísticas Deshaun Thomas 21 K. Anderson, J. Green 6 cada uno Darius Morris 5 | Pabellón: Cox Pavilion, Paradise, Nevada Árbitros: Eli Roe, Jason Goldenberg, Philip Moore Televisión: NBA TV |  |

| 13 de julio | Los Angeles Lakers                                             | 73–90                                 | New Orleans Pelicans                                      | |  |
| 4:30 p. m.  | Parciales: 21-29, 15-22, 20-17, 17-22                          | Parciales: 21-29, 15-22, 20-17, 17-22 | Parciales: 21-29, 15-22, 20-17, 17-22                     | |  |
|             | Estadísticas Trey Thompkins 18 Trey Thompkins 5 DeAndre Kane 5 | Reporte Pts Reb Asts                  | Estadísticas Courtney Fells 25 Jeff Withey 7 Russ Smith 8 | Pabellón: Thomas & Mack Center, Paradise, Nevada Árbitros: JT Orr, Josue Nieves, Andy Nagy, John Conley Televisión: NBA TV |  |

| 13 de julio | Sacramento Kings                                                                | 72–65                                | Charlotte Hornets                                          | |  |
| 6:00 p. m.  | Parciales: 16-9, 16-20, 18-17, 22-19                                            | Parciales: 16-9, 16-20, 18-17, 22-19 | Parciales: 16-9, 16-20, 18-17, 22-19                       | |  |
|             | Estadísticas Ra'shad James 12 Acy, Moreland 9 cada uno Acy, McCallum 2 cada uno | Reporte Pts Reb Asts                 | Estadísticas P. J. Hairston 22 Noah Vonleh 18 Josh Davis 4 | Pabellón: Cox Pavilion, Paradise, Nevada Árbitros: Kevin Cutler, Sir Allen Conner, Woody Chappell Televisión: NBA TV |  |

| 13 de julio | Atlanta Hawks                                                     | 92–94                                                  | Selección de la NBA D-League                                                | |  |
| 6:30 p. m.  | Parciales: 24-26, 25-25, 17-15, 22-22 (T.E.: 4-4, 0-2)            | Parciales: 24-26, 25-25, 17-15, 22-22 (T.E.: 4-4, 0-2) | Parciales: 24-26, 25-25, 17-15, 22-22 (T.E.: 4-4, 0-2)                      | |  |
|             | Estadísticas Dennis Schröder 30 Mike Muscala 15 Dennis Schröder 4 | Reporte Pts Reb Asts                                   | Estadísticas Tony Mitchell 20 T. Mitchell, K. Jones 5 cada uno Tre Kelley 4 | Pabellón: Thomas & Mack Center, Paradise, Nevada Árbitros: Karl Lane, Lauren Holtkamp, Rusty Phillips, Jason Baker Televisión: NBA TV |  |

| 13 de julio | Chicago Bulls                                               | 103–76                                | Denver Nuggets                                                | |  |
| 8:00 p. m.  | Parciales: 32–24, 20–18, 23–21, 28–13                       | Parciales: 32–24, 20–18, 23–21, 28–13 | Parciales: 32–24, 20–18, 23–21, 28–13                         | |  |
|             | Estadísticas Doug McDermott 31 Lance Thomas 7 Billy Baron 6 | Reporte Pts Reb Asts                  | Estadísticas Quincy Miller 26 Quincy Miller 8 Quincy Miller 3 | Pabellón: Cox Pavilion, Las Vegas, Nevada Árbitros: Matt Boland, Ray Acosta, Billy Williams Televisión: NBA TV |  |

| 13 de julio | Portland Trail Blazers                                                              | 75–67                                | Houston Rockets                                                                                | |  |
| 8:30 p. m.  | Parciales: 19-14, 22-19, 13-28, 21-6                                                | Parciales: 19-14, 22-19, 13-28, 21-6 | Parciales: 19-14, 22-19, 13-28, 21-6                                                           | |  |
|             | Estadísticas C. J. McCollum 19 Thomas Robinson 12 Barton, C. J. McCollum 3 cada uno | Reporte Pts Reb Asts                 | Estadísticas Nick Johnson 16 R. Covington, Motiejūnas 6 cada uno Motiejūnas, Canaan 2 cada uno | Pabellón: Thomas & Mack Center, Paradise, Nevada Árbitros: Mitchell Ervin, Jaston Carter, Nick Heater, Andy O'Brien Televisión: NBA TV |  |

| 13 de julio | Milwaukee Bucks                                                                    | 82–93                                 | Phoenix Suns                                                   | |  |
| 10:00 p. m. | Parciales: 22-23, 18-24, 26-11, 16-35                                              | Parciales: 22-23, 18-24, 26-11, 16-35 | Parciales: 22-23, 18-24, 26-11, 16-35                          | |  |
|             | Estadísticas G. Antetokounmpo, Wolters 16 cada uno Jabari Parker 11 Nate Wolters 4 | Reporte Pts Reb Asts                  | Estadísticas Seth Curry 26 Miles Plumlee 12 Dionte Christmas 5 | Pabellón: Cox Pavilion, Paradise, Nevada Árbitros: Scott Bolnick, Michael Pearson, Charles Rubia Televisión: NBA TV |  |

| 13 de julio | Washington Wizards                                                   | 67–59                                | Minnesota Timberwolves                                                         | |  |
| 10:30 p. m. | Parciales: 26-21, 9-14, 22-12, 10-12                                 | Parciales: 26-21, 9-14, 22-12, 10-12 | Parciales: 26-21, 9-14, 22-12, 10-12                                           | |  |
|             | Estadísticas Glen Rice, Jr. 22 Birch, Rice 6 cada uno Maalik Wayns 6 | Reporte Pts Reb Asts                 | Estadísticas Alexey Shved 16 Gorgui Dieng 8 Shved, LaVine, R. Evans 2 cada uno | Pabellón: Thomas & Mack Center, Paradise, Nevada Árbitros: Kerby Sitton, Scott Twardoski, Brandon Hiers Televisión: NBA TV |  |

#### Día 4
| 14 de julio | New York Knicks                                                                 | 95–72                                 | Charlotte Hornets                                                                                     | |  |
| 4:00 p. m.  | Parciales: 29-15, 33-16, 19-13, 14-28                                           | Parciales: 29-15, 33-16, 19-13, 14-28 | Parciales: 29-15, 33-16, 19-13, 14-28                                                                 | |  |
|             | Estadísticas Jeremy Tyler 19 Tyler, Moore 8 cada uno Tyler, Hardaway 3 cada uno | Reporte Pts Reb Asts                  | Estadísticas Zeller, Hairston 18 cada uno Noah Vonleh 5 Vonleh, Hairston, McConnell, Dyson 2 cada uno | Pabellón: Cox Pavilion, Paradise, Nevada Árbitros: Matt Boland, Sir Allen Conner, Kip Kissinger Televisión: NBA TV |  |

| 14 de julio | Sacramento Kings                                              | 89–75                                 | Selección de la NBA D-League                                            | |  |
| 4:30 p. m.  | Parciales: 16-22, 25-18, 25-19, 23-16                         | Parciales: 16-22, 25-18, 25-19, 23-16 | Parciales: 16-22, 25-18, 25-19, 23-16                                   | |  |
|             | Estadísticas Ben McLemore 18 Eric Moreland 11 Ray McCallum 12 | Reporte Pts Reb Asts                  | Estadísticas Devin Ebanks 22 Bryan Davis 7 R. Howard, Kelley 5 cada uno | Pabellón: Thomas & Mack Center, Paradise, Nevada Árbitros: Lauren Holtkamp, Tyler Ford, Philip Moore Televisión: NBA TV |  |

| 14 de julio | Toronto Raptors                                                       | 57–88                                 | Dallas Mavericks                                        | |  |
| 6:00 p. m.  | Parciales: 16-22, 10-25, 13-17, 18-24                                 | Parciales: 16-22, 10-25, 13-17, 18-24 | Parciales: 16-22, 10-25, 13-17, 18-24                   | |  |
|             | Estadísticas DeAndre Daniels 16 Hassan Whiteside 9 Darington Hobson 3 | Reporte Pts Reb Asts                  | Estadísticas Ricky Ledo 18 Bernard James 7 Ricky Ledo 5 | Pabellón: Cox Pavilion, Paradise, Nevada Árbitros: JT Orr, Jonathan Sterling, Jason Goldenberg Televisión: NBA TV |  |

| 14 de julio | San Antonio Spurs                                          | 88–86                                 | New Orleans Pelicans                                       | |  |
| 6:30 p. m.  | Parciales: 22-24, 25-15, 17-22, 24-25                      | Parciales: 22-24, 25-15, 17-22, 24-25 | Parciales: 22-24, 25-15, 17-22, 24-25                      | |  |
|             | Estadísticas Darius Morris 19 Austin Daye 11 Austin Daye 5 | Reporte Pts Reb Asts                  | Estadísticas DeQuan Jones 20 Arinze Onuaku 8 Russ Smith 10 | Pabellón: Thomas & Mack Center, Paradise, Nevada Árbitros: Mitchell Ervin, Jaston Carter, Phenizee Ransom Televisión: NBA TV |  |

| 14 de julio | Cleveland Cavaliers | 86–77                                 | Philadelphia 76ers                                             | |  |
| 8:00 p. m.  | Parciales: 15-11, 33-18, 16-22, 22-26                                                                                       | Parciales: 15-11, 33-18, 16-22, 22-26 | Parciales: 15-11, 33-18, 16-22, 22-26                          | |  |
|             | Estadísticas Matthew Dellavedova 19 Shane Edwards 11 A. Wiggins, Bennett, Cooley, J. Harris, Dellavedova, Cherry 1 cada uno | Reporte Pts Reb Asts                  | Estadísticas Jordan McRae 18 Nerlens Noel 6 Scottie Wilbekin 4 | Pabellón: Cox Pavilion, Paradise, Nevada Árbitros: John Butler, Jeff Wooten, Marat Kogut Televisión: NBA TV |  |

| 14 de julio | Miami Heat                                             | 85–91                                 | Los Angeles Clippers                                                     | |  |
| 8:30 p. m.  | Parciales: 19-18, 26-29, 23-17, 17-27                  | Parciales: 19-18, 26-29, 23-17, 17-27 | Parciales: 19-18, 26-29, 23-17, 17-27                                    | |  |
|             | Estadísticas Scott Suggs 14 Scott Suggs 5 Larry Drew 4 | Reporte Pts Reb Asts                  | Estadísticas Amath M'Baye 27 Brockman, D. West 8 cada uno Delonte West 5 | Pabellón: Thomas & Mack Center, Paradise, Nevada Árbitros: Scott Twardoski, CJ Washington, Vladimir Voyard-Tadal Televisión: NBA TV |  |

| 14 de julio | Golden State Warriors                                            | 88–89                                             | Los Angeles Lakers                                                             | |  |
| 10:00 p. m. | Parciales: 17-20, 21-24, 26-26, 20-14 (T.E.: 4-5)                | Parciales: 17-20, 21-24, 26-26, 20-14 (T.E.: 4-5) | Parciales: 17-20, 21-24, 26-26, 20-14 (T.E.: 4-5)                              | |  |
|             | Estadísticas Justin Holiday 26 Mitchell Watt 9 Nemanja Nedović 4 | Reporte Pts Reb Asts                              | Estadísticas Jordan Clarkson 19 Thompkins, Clarkson 7 cada uno Julius Randle 3 | Pabellón: Cox Pavilion, Paradise, Nevada Árbitros: Scott Bolnick, Brett Nansel, Michael Pearson Televisión: NBA TV |  |

| 14 de julio | Utah Jazz                                              | 87–71                                 | Milwaukee Bucks                                                                           | |  |
| 10:30 p. m. | Parciales: 21-15, 25-22, 23-13, 18-21                  | Parciales: 21-15, 25-22, 23-13, 18-21 | Parciales: 21-15, 25-22, 23-13, 18-21                                                     | |  |
|             | Estadísticas Rodney Hood 29 Rudy Gobert 9 Trey Burke 6 | Reporte Pts Reb Asts                  | Estadísticas Giannis Antetokounmpo 15 O'Bryant, Wright 6 cada uno Giannis Antetokounmpo 5 | Pabellón: Thomas & Mack Center, Paradise, Nevada Árbitros: Nick Buchert, Donald Hudson, Josue Nieves Televisión: NBA TV |  |

#### Día 5
| 15 de julio | Portland Trail Blazers                                             | 91–76                                 | Atlanta Hawks                                                               | |  |
| 4:00 p. m.  | Parciales: 22-15, 26-17, 21-23, 22-21                              | Parciales: 22-15, 26-17, 21-23, 22-21 | Parciales: 22-15, 26-17, 21-23, 22-21                                       | |  |
|             | Estadísticas C. J. McCollum 28 Thomas Robinson 7 Thomas Robinson 5 | Reporte Pts Reb Asts                  | Estadísticas Dennis Schröder 16 Payne, Muscala 7 cada uno Dennis Schröder 4 | Pabellón: Cox Pavilion, Paradise, Nevada Árbitros: Karl Lane, Brett Nansel, Brandon Hiers Televisión: NBA TV |  |

| 15 de julio | Chicago Bulls                                                      | 107–73                                | Minnesota Timberwolves                                          | |  |
| 4:30 p. m.  | Parciales: 22-19, 27-24, 32-16, 26-14                              | Parciales: 22-19, 27-24, 32-16, 26-14 | Parciales: 22-19, 27-24, 32-16, 26-14                           | |  |
|             | Estadísticas Doug McDermott 20 Cameron Bairstow 7 Doug McDermott 6 | Reporte Pts Reb Asts                  | Estadísticas Kyrylo Fesenko 13 Kyrylo Fesenko 7 Markel Starks 5 | Pabellón: Thomas & Mack Center, Paradise, Nevada Árbitros: Kevin Scott, Tyler Ford, Charles Watson Televisión: NBA TV |  |

| 15 de julio | Los Angeles Clippers                                      | 60–83                                 | Houston Rockets                                                         | |  |
| 6:00 p. m.  | Parciales: 10-19, 13-26, 17-13, 20-25                     | Parciales: 10-19, 13-26, 17-13, 20-25 | Parciales: 10-19, 13-26, 17-13, 20-25                                   | |  |
|             | Estadísticas Shawn Jones 10 Shawn Jones 8 Armon Johnson 3 | Reporte Pts Reb Asts                  | Estadísticas Donatas Motiejūnas 15 Donatas Motiejūnas 5 Isaiah Canaan 5 | Pabellón: Cox Pavilion, Paradise, Nevada Árbitros: Kevin Cutler, CJ Washington, Charles Rubia Televisión: NBA TV |  |

| 15 de julio | Miami Heat                                                         | 83–85                                 | Washington Wizards                                            | |  |
| 6:30 p. m.  | Parciales: 14-32, 24-19, 22-17, 23-17                              | Parciales: 14-32, 24-19, 22-17, 23-17 | Parciales: 14-32, 24-19, 22-17, 23-17                         | |  |
|             | Estadísticas James Nunnally 22 Tyler Honeycutt 12 Shabazz Napier 4 | Reporte Pts Reb Asts                  | Estadísticas Glen Rice, Jr. 24 Khem Birch 11 Glen Rice, Jr. 4 | Pabellón: Thomas & Mack Center, Paradise, Nevada Árbitros: Eli Roe, Steven Anderson, Vladimir Voyard-Tadal Televisión: NBA TV |  |

| 15 de julio | Philadelphia 76ers                                           | 88–97                                 | Phoenix Suns                                                               | |  |
| 8:00 p. m.  | Parciales: 19-23, 24-25, 28-26, 17-23                        | Parciales: 19-23, 24-25, 28-26, 17-23 | Parciales: 19-23, 24-25, 28-26, 17-23                                      | |  |
|             | Estadísticas Jordan McRae 21 Jerami Grant 7 Brandon Davies 3 | Reporte Pts Reb Asts                  | Estadísticas T. J. Warren 28 Warren, Mi. Plumlee 11 cada uno Tyler Ennis 5 | Pabellón: Cox Pavilion, Paradise, Nevada Árbitros: Marat Kogut, Dedric Taylor, Aaron Smith Televisión: NBA TV |  |

| 15 de julio | Utah Jazz                                                                       | 87–69                                | Denver Nuggets                                                                | |  |
| 8:30 p. m.  | Parciales: 21-24, 23-7, 17-13, 26-25                                            | Parciales: 21-24, 23-7, 17-13, 26-25 | Parciales: 21-24, 23-7, 17-13, 26-25                                          | |  |
|             | Estadísticas Erik Murphy 17 Malcolm Thomas 10 M. Thomas, Exum, Burke 3 cada uno | Reporte Pts Reb Asts                 | Estadísticas Gary Harris 18 Jerelle Benimon 11 Kanacevic, E. Green 2 cada uno | Pabellón: Thomas & Mack Center, Paradise, Nevada Árbitros: Ben Taylor, Jeff Wooten, Kip Kissinger Televisión: NBA TV |  |

### Campeonato
El campeonato será determinado por un torneo de eliminación; los 8 mejores equipos reciben un descanso en la primera ronda.

#### Criterios de posición
Los equipo se posicionaran por primera vez con el récord total, a continuación, un sistema de desempate.
1. Resultado de cabeza a cabeza (aplicable sólo a los empates de dos equipos, no a los empates entre múltiples equipos)
2. Sistema de puntos por cuarto (1 punto por ganado, 0.5 por empate, 0 por cuarto perdido, 0 por períodos de prórroga)
3. Diferencial de puntos
4. Cara o cruz

El resultado de cabeza a cabeza es extremadamente poco probable que aplique en la determinación de la posición, ya que los equipos juegan sólo tres partidos antes de ser posicionados. Es imposible que dos equipos sean ambos 3-0 o 0-3 y han jugado entre sí. Es también poco improbable que exactamente dos equipos y no otros terminen ya sea 2-1 o 1-2 y para los dos equipos que han jugado entre sí. Incluso en la situación en la que hay un empate de varios equipos y algunos pero no todos los equipos tienen puntos por cuartos superiores o inferiores, los equipos restantes se ven primero en la diferencia de puntos, aunque sólo resten dos equipos. A diferencia de los criterios de desempate que se encuentran frecuentemente en las ligas deportivas, múltiples equipos empatados que son reducidos a dos equipos por la progresión a través de los pasos de desempate no se devuelven a la primera etapa del desempate de dos equipos.
Perdedores de la primera ronda disputan partidos de consolación para determinar los lugares 17º hasta el 24º. Estos equipos ya sea mantienen su propia posición o heredan la de su oponente de primera ronda, si es inferior. Por ejemplo, Si el 9º puesto pierde en la primera ronda del 24º puesto, se convierte en el nuevo 24º posicionado. Sobre la base de esto, cada equipo posicionado impar se compara con el próximo rival posicionado inferior el #17 jugando con el #18, el #19 jugando con el #20, el #21 jugando con el #22, y el #23 jugando con el #24.
Perdedores de la segunda ronda disputan partidos de consolación para determinar del noveno al decimosexto lugar. Estos equipos que tienen la posición más baja de los dos equipos que participan en sus partidos de segunda ronda con el supuesto de una función de los equipos de inferiores posición que ganaron sus partidos de primera ronda heredan la posición superior del oponente derrotado. Por ejemplo, si la posición n.º 23 gana el partido de primera ronda contra la posición n.º 10, es tratado como la posición n.º 10 en la segunda ronda. Si el original n.º 23 hereda la posición n.º 10 y luego derrota a la séptima posición en la segunda ronda, la séptima posición será tratada como la décima posición en la ronda consolación. Sobre la base de esto, cada equipo posicionado impar se compara con el próximo rival posicionado inferior el #9 jugando con el #10, el #11 jugando con el #12, el #13 jugando con el #14, y el #15 jugando con el #16.

#### Clasificaciones/posiciones
| #  | Equipo                       | PJ | G | P | PCT   | PC  | Notas de desempates                       |
| -- | ---------------------------- | -- | - | - | ----- | --- | ----------------------------------------- |
| 1  | Chicago Bulls                | 3  | 3 | 0 | 1.000 | 12  |                                           |
| 2  | New York Knicks              | 3  | 3 | 0 | 1.000 | 9   |                                           |
| 3  | Cleveland Cavaliers          | 3  | 3 | 0 | 1.000 | 7.5 |                                           |
| 4  | Washington Wizards           | 3  | 3 | 0 | 1.000 | 6   |                                           |
| 5  | Utah Jazz                    | 3  | 2 | 1 | .667  | 8   | Punto diferencial +30                     |
| 6  | Portland Trail Blazers       | 3  | 2 | 1 | .667  | 8   | Punto diferencial +21                     |
| 7  | New Orleans Pelicans         | 3  | 2 | 1 | .667  | 8   | Punto diferencial +17                     |
| 8  | Sacramento Kings             | 3  | 2 | 1 | .667  | 8   | Punto diferencial +5                      |
| 9  | Phoenix Suns                 | 3  | 2 | 1 | .667  | 7.5 |                                           |
| 10 | Dallas Mavericks             | 3  | 2 | 1 | .667  | 6   | Punto diferencial +27                     |
| 11 | Golden State Warriors        | 3  | 2 | 1 | .667  | 6   | Punto diferencial +13                     |
| 12 | San Antonio Spurs            | 3  | 2 | 1 | .667  | 3   |                                           |
| 13 | Miami Heat                   | 3  | 1 | 2 | .333  | 8   |                                           |
| 14 | Houston Rockets              | 3  | 1 | 2 | .333  | 5   | Punto diferencial +4                      |
| 15 | Selección de la NBA D-League | 3  | 1 | 2 | .333  | 5   | Punto diferencial -14; Ganó cara o cruz   |
| 16 | Philadelphia 76ers           | 3  | 1 | 2 | .333  | 5   | Punto diferencial -14; Perdió cara o cruz |
| 17 | Los Angeles Lakers           | 3  | 1 | 2 | .333  | 4.5 |                                           |
| 18 | Denver Nuggets               | 3  | 1 | 2 | .333  | 4   | Punto diferencial -24                     |
| 19 | Toronto Raptors              | 3  | 1 | 2 | .333  | 4   | Punto diferencial -41                     |
| 20 | Los Angeles Clippers         | 3  | 1 | 2 | .333  | 3   |                                           |
| 21 | Milwaukee Bucks              | 3  | 0 | 3 | .000  | 4.5 |                                           |
| 22 | Atlanta Hawks                | 3  | 0 | 3 | .000  | 4   | Punto diferencial -33                     |
| 23 | Charlotte Hornets            | 3  | 0 | 3 | .000  | 4   | Punto diferencial -42                     |
| 24 | Minnesota Timberwolves       | 3  | 0 | 3 | .000  | 4   | Punto diferencial -50                     |

#### Calendario

##### Primera ronda
| 16 de julio | Minnesota Timberwolves                                                              | 86–77                                 | Phoenix Suns                                                | |  |
| 4:00 p. m.  | Parciales: 14-19, 23-14, 20-20, 29-24                                               | Parciales: 14-19, 23-14, 20-20, 29-24 | Parciales: 14-19, 23-14, 20-20, 29-24                       | |  |
|             | Estadísticas Zach LaVine 20 Gorgui Dieng 19 Fesenko, LaVine, G. Robinson 2 cada uno | Reporte Pts Reb Asts                  | Estadísticas T. J. Warren 26 Miles Plumlee 12 Tyler Ennis 5 | Pabellón: Cox Pavilion, Paradise, Nevada Árbitros: Kevin Scott, Mitchell Ervin, Charles Watson Televisión: NBA TV |  |

| 16 de julio | Charlotte Hornets                                                | 82–81                                 | Dallas Mavericks                                      | |  |
| 4:30 p. m.  | Parciales: 19-15, 34-21, 11-19, 18-26                            | Parciales: 19-15, 34-21, 11-19, 18-26 | Parciales: 19-15, 34-21, 11-19, 18-26                 | |  |
|             | Estadísticas P. J. Hairston 18 Noah Vonleh 10 Mickey McConnell 3 | Reporte Pts Reb Asts                  | Estadísticas Gal Mekel 17 Bernard James 7 Gal Mekel 6 | Pabellón: Thomas & Mack Center, Paradise, Nevada Árbitros: James Williams, Tre Maddox, Randy Richardson Televisión: NBA TV |  |

| 16 de julio | Atlanta Hawks                                                  | 68–65                                | Golden State Warriors                                         | |  |
| 6:00 p. m.  | Parciales: 19-18, 19-16, 22-14, 8-17                           | Parciales: 19-18, 19-16, 22-14, 8-17 | Parciales: 19-18, 19-16, 22-14, 8-17                          | |  |
|             | Estadísticas Dennis Schröder 17 Adreian Payne 9 Stephen Holt 3 | Reporte Pts Reb Asts                 | Estadísticas Justin Holiday 15 Ognjen Kuzmić 10 Aaron Craft 4 | Pabellón: Cox Pavilion, Paradise, Nevada Árbitros: Matt Boland, Jason Goldberg, Brandon Hiers Televisión: NBA TV |  |

| 16 de julio | Milwaukee Bucks                                                                         | 71–100                                | San Antonio Spurs                                            | |  |
| 6:30 p. m.  | Parciales: 19-31, 15-23, 20-28, 17-18                                                   | Parciales: 19-31, 15-23, 20-28, 17-18 | Parciales: 19-31, 15-23, 20-28, 17-18                        | |  |
|             | Estadísticas Giannis Antetokounmpo 20 Giannis Antetokounmpo 7 Wolters, Brust 2 cada uno | Reporte Pts Reb Asts                  | Estadísticas Kyle Anderson 14 JaMychal Green 6 Austin Daye 4 | Pabellón: Thomas & Mack Center, Paradise, Nevada Árbitros: Eli Roe, Phenizee Ransom, Michael Pearson Televisión: NBA TV |  |

| 16 de julio | Los Angeles Clippers                                       | 87–96                                 | Miami Heat                                                       | |  |
| 8:00 p. m.  | Parciales: 21-20, 20-21, 24-28, 22-27                      | Parciales: 21-20, 20-21, 24-28, 22-27 | Parciales: 21-20, 20-21, 24-28, 22-27                            | |  |
|             | Estadísticas Keith Benson 18 Shawn Jones 8 Armon Johnson 5 | Reporte Pts Reb Asts                  | Estadísticas Justin Hamilton 18 Tyler Honeycutt 15 Larry Drew 10 | Pabellón: Cox Pavilion, Paradise, Nevada Árbitros: Nick Buchert, Sir Allen Connor, Jaston Carter Televisión: NBA TV |  |

| 16 de julio | Toronto Raptors                                                   | 77–93                                | Houston Rockets                                                                   | |  |
| 8:30 p. m.  | Parciales: 31-17, 25-13, 5-27, 16-36                              | Parciales: 31-17, 25-13, 5-27, 16-36 | Parciales: 31-17, 25-13, 5-27, 16-36                                              | |  |
|             | Estadísticas Dwight Buycks 24 Hassan Whiteside 10 Dwight Buycks 4 | Reporte Pts Reb Asts                 | Estadísticas Motiejūnas, Canaan 18 cada uno Robert Covington 9 Robert Covington 3 | Pabellón: Thomas & Mack Center, Paradise, Nevada Árbitros: Brent Barnaky, Justin Van Duyne, Josue Nieves Televisión: NBA TV |  |

| 16 de julio | Denver Nuggets                                              | 75–87                                 | Selección de la NBA D-League                                                | |  |
| 10:00 p. m. | Parciales: 14-19, 18-20, 19-17, 24-31                       | Parciales: 14-19, 18-20, 19-17, 24-31 | Parciales: 14-19, 18-20, 19-17, 24-31                                       | |  |
|             | Estadísticas Erick Green 17 Jerelle Benimon 8 Gary Harris 4 | Reporte Pts Reb Asts                  | Estadísticas Tony Mitchell 26 Bell-Holter, B. Davis 8 cada uno Tre Kelley 5 | Pabellón: Cox Pavilion, Paradise, Nevada Árbitros: Scott Twardoski, Scott Bolnick, Ray Acosta Televisión: NBA TV |  |

| 16 de julio | Los Angeles Lakers                                                                     | 63–85                                | Philadelphia 76ers                                                                       | |  |
| 10:30 p. m. | Parciales: 20-20, 10-32, 26-14, 7-19                                                   | Parciales: 20-20, 10-32, 26-14, 7-19 | Parciales: 20-20, 10-32, 26-14, 7-19                                                     | |  |
|             | Estadísticas K. Murphy, Randle 12 cada uno Randle, Clarkson 6 cada uno Julius Randle 3 | Reporte Pts Reb Asts                 | Estadísticas Kilpatrick, E. Millsap 19 cada uno Drew Gordon 10 Ware, Wilbekin 3 cada uno | Pabellón: Thomas & Mack Center, Paradise, Nevada Árbitros: JT Orr, Gediminis Petraitis, Dedric Taylor Televisión: NBA TV |  |

##### Segunda ronda
| 17 de julio | Charlotte Hornets                                                | 104–75                                | New Orleans Pelicans                                                                | |  |
| 4:00 p. m.  | Parciales: 34-13, 18-27, 26-19, 26-16                            | Parciales: 34-13, 18-27, 26-19, 26-16 | Parciales: 34-13, 18-27, 26-19, 26-16                                               | |  |
|             | Estadísticas P. J. Hairston 21 Josh Davis 12 Mickey McConnell 11 | Reporte Pts Reb Asts                  | Estadísticas Ru. Smith, Fells 19 cada uno Withey, Ru. Smith 5 cada uno Russ Smith 6 | Pabellón: Thomas & Mack Center, Paradise, Nevada Árbitros: JT Orr, Scott Bolnick, Don Hudson Televisión: NBA TV |  |

| 17 de julio | Minnesota Timberwolves                                         | 86–100                                | Sacramento Kings                                                        | |  |
| 4:30 p. m.  | Parciales: 21-28, 26-27, 22-19, 17-26                          | Parciales: 21-28, 26-27, 22-19, 17-26 | Parciales: 21-28, 26-27, 22-19, 17-26                                   | |  |
|             | Estadísticas Shabazz Muhammad 24 Gorgui Dieng 12 Zach LaVine 4 | Reporte Pts Reb Asts                  | Estadísticas Ben McLemore 22 Quincy Acy 7 Stauskas, McCallum 5 cada uno | Pabellón: Cox Pavilion, Paradise, Nevada Árbitros: Matt Boland, Jaston Carter, Brett Nansel Televisión: NBA TV |  |

| 17 de julio | San Antonio Spurs                                                     | 86–77                                 | Utah Jazz                                                  | |  |
| 6:00 p. m.  | Parciales: 16-17, 19-19, 18-18, 33-23                                 | Parciales: 16-17, 19-19, 18-18, 33-23 | Parciales: 16-17, 19-19, 18-18, 33-23                      | |  |
|             | Estadísticas Austin Daye 20 JaMychal Green 9 Ayres, Cotton 3 cada uno | Reporte Pts Reb Asts                  | Estadísticas Rodney Hood 19 Brock Motum 8 Malcolm Thomas 4 | Pabellón: Thomas & Mack Center, Paradise, Nevada Árbitros: Scott Twardoski, CJ Washington, Kip Kissinger Televisión: NBA TV |  |

| 17 de julio | Atlanta Hawks                                                              | 88–65                                 | Portland Trail Blazers                                      | |  |
| 6:30 p. m.  | Parciales: 20-13, 18-20, 28-18, 22-14                                      | Parciales: 20-13, 18-20, 28-18, 22-14 | Parciales: 20-13, 18-20, 28-18, 22-14                       | |  |
|             | Estadísticas Adreian Payne 19 Mike Muscala 7 Schröder, Releford 4 cada uno | Reporte Pts Reb Asts                  | Estadísticas Bobby Brown 20 Will Barton 10 C. J. McCollum 3 | Pabellón: Cox Pavilion, Paradise, Nevada Árbitros: Marat Kogut, Mitchell Ervin, Jonathan Sterling Televisión: NBA TV |  |

| 17 de julio | Houston Rockets                                                    | 96–90                                 | Cleveland Cavaliers                                                                     | |  |
| 8:00 p. m.  | Parciales: 18-18, 26-25, 29-20, 23-27                              | Parciales: 18-18, 26-25, 29-20, 23-27 | Parciales: 18-18, 26-25, 29-20, 23-27                                                   | |  |
|             | Estadísticas Isaiah Canaan 28 Donatas Motiejūnas 11 Nick Johnson 5 | Reporte Pts Reb Asts                  | Estadísticas A. Wiggins, Cherry 21 cada uno Carrick Felix 11 Cherry, Granger 3 cada uno | Pabellón: Thomas & Mack Center, Paradise, Nevada Árbitros: Kevin Cutler, Justin Van Duyne, Jeff Wooten Televisión: NBA TV |  |

| 17 de julio | Miami Heat                                                                                            | 67–78                                 | Washington Wizards                                            | |  |
| 8:30 p. m.  | Parciales: 11-17, 20-16, 19-16, 17-29                                                                 | Parciales: 11-17, 20-16, 19-16, 17-29 | Parciales: 11-17, 20-16, 19-16, 17-29                         | |  |
|             | Estadísticas Justin Hamilton 15 Justin Hamilton 9 Honeycutt, Hamilton, T. Johnson, Barthel 2 cada uno | Reporte Pts Reb Asts                  | Estadísticas Glen Rice, Jr. 22 Daniel Theis 11 Kwame Vaughn 4 | Pabellón: Cox Pavilion, Paradise, Nevada Árbitros: Eddie F. Rush, Steven Anderson, Aaron Smith Televisión: NBA TV |  |

| 17 de julio | Philadelphia 76ers                                                 | 68–79                                 | Chicago Bulls                                                               | |  |
| 10:00 p. m. | Parciales: 15-23, 26-20, 11-18, 16-18                              | Parciales: 15-23, 26-20, 11-18, 16-18 | Parciales: 15-23, 26-20, 11-18, 16-18                                       | |  |
|             | Estadísticas Jordan McRae 25 Drew Gordon 8 Noel, E. Millsap 2 each | Reporte Pts Reb Asts                  | Estadísticas Bairstow, Snell 18 cada uno Cameron Bairstow 8 Lazeric Jones 4 | Pabellón: Thomas & Mack Center, Paradise, Nevada Árbitros: Karl Lane, Ben Taylor, Sir Allen Conner Televisión: NBA TV |  |

| 17 de julio | Selección de la NBA D-League                            | 73–80                                | New York Knicks                                                  | |  |
| 10:30 p. m. | Parciales: 22-13, 14-23, 9-24, 28-20                    | Parciales: 22-13, 14-23, 9-24, 28-20 | Parciales: 22-13, 14-23, 9-24, 28-20                             | |  |
|             | Estadísticas Tony Mitchell Trent Lockett 9 Tre Kelley 6 | Reporte Pts Reb Asts                 | Estadísticas Tim Hardaway, Jr. 25 Cameron Moore 7 Shane Larkin 5 | Pabellón: Cox Pavilion, Paradise, Nevada Árbitros: Haywoode Workman, Tyler Ford, Lauren Holtkamp Televisión: NBA TV |  |

##### Ronda de consolación

###### Partido por el23.erlugar
| July 18    | Dallas Mavericks                                     | 88–62                                 | Phoenix Suns                                                       | |  |
| 4:00 p. m. | Parciales: 16-20, 21-12, 28-11, 23-19                | Parciales: 16-20, 21-12, 28-11, 23-19 | Parciales: 16-20, 21-12, 28-11, 23-19                              | |  |
|            | Estadísticas Eric Griffin 20 Dee Bost 7 Ricky Ledo 9 | Boxscore Pts Reb Asts                 | Estadísticas Elias Harris 15 Dionte Christmas 8 Dionte Christmas 3 | Pabellón: Cox Pavilion, Paradise, Nevada Árbitros: Kevin Scott, Marat Kogut, Kip Kissinger Televisión: NBA TV on tape delay at 1:30 a. m. on July 19 |  |

###### Partido por el21.erlugar
| July 18    | Milwaukee Bucks                                                      | 79–74                                | Golden State Warriors                                                | |  |
| 4:30 p. m. | Parciales: 19-13, 26-8, 15-22, 19-31                                 | Parciales: 19-13, 26-8, 15-22, 19-31 | Parciales: 19-13, 26-8, 15-22, 19-31                                 | |  |
|            | Estadísticas Jabari Parker 20 Jabari Parker 15 Parker, Taylor 2 each | Boxscore Pts Reb Asts                | Estadísticas Aaron Craft 10 James Michael McAdoo 7 Nemanja Nedović 4 | Pabellón: Thomas & Mack Center, Paradise, Nevada Árbitros: James Williams, Tyler Ford, Ray Acosta Televisión: NBA TV |  |

###### Partido por el 19º lugar
| July 18    | Los Angeles Clippers                                                                                             | 60–64                                | Toronto Raptors                                                   | |  |
| 6:00 p. m. | Parciales: 18-12, 9-24, 17-16, 16-12                                                                             | Parciales: 18-12, 9-24, 17-16, 16-12 | Parciales: 18-12, 9-24, 17-16, 16-12                              | |  |
|            | Estadísticas Lorenzo Brown 13 Jon Brockman 7 M'Baye, Brockman, Kuric, L. Brown, C. Clark, Benson, Clyburn 1 each | Boxscore Pts Reb Asts                | Estadísticas DeAndre Daniels 15 DeAndre Daniels 14 Myck Kabongo 3 | Pabellón: Cox Pavilion, Paradise, Nevada Árbitros: Brent Barnaky, Josue Nieves, Don Hudson Televisión: NBA TV on tape delay at 4:00 a. m. on July 19 |  |

###### Partido por el 17º lugar
| July 18    | Denver Nuggets                                                   | 77–83                                 | Los Angeles Lakers                                                    | |  |
| 6:30 p. m. | Parciales: 17-29, 26-14, 11-13, 23-27                            | Parciales: 17-29, 26-14, 11-13, 23-27 | Parciales: 17-29, 26-14, 11-13, 23-27                                 | |  |
|            | Estadísticas Erick Green 20 Jerelle Benimon 15 Jerelle Benimon 4 | Boxscore Pts Reb Asts                 | Estadísticas K. Murphy, Randle 14 each Jerome Jordan 7 DeAndre Kane 3 | Pabellón: Thomas & Mack Center, Paradise, Nevada Árbitros: Kevin Cutler, Jason Goldenberg, Gediminas Petraitis Televisión: NBA TV |  |

###### Partido por el 15º lugar
| July 18    | Philadelphia 76ers                                                 | 87–91                                             | Selección de la NBA D-League                              | |  |
| 8:00 p. m. | Parciales: 13-18, 25-15, 27-23, 20-29 (T.E.: 2-6)                  | Parciales: 13-18, 25-15, 27-23, 20-29 (T.E.: 2-6) | Parciales: 13-18, 25-15, 27-23, 20-29 (T.E.: 2-6)         | |  |
|            | Estadísticas Adonis Thomas 22 Jamelle Hagins 13 Scottie Wilbekin 5 | Boxscore Pts Reb Asts                             | Estadísticas Devin Ebanks 23 Travis Hyman 13 Tre Kelley 9 | Pabellón: Cox Pavilion, Paradise, Nevada Árbitros: Haywoode Workman, Steven Anderson, Brandon Hiers Televisión: NBA TV on tape delay at 6:00 a. m. on July 19 |  |

###### Partido por el13.erlugar
| July 18     | Miami Heat                                                   | 90–95                                 | Cleveland Cavaliers                                      | |  |
| 10:30 p. m. | Parciales: 15-24, 25-24, 26-20, 24-27                        | Parciales: 15-24, 25-24, 26-20, 24-27 | Parciales: 15-24, 25-24, 26-20, 24-27                    | |  |
|             | Estadísticas Tyler Johnson 20 Tyler Honeycutt 7 Larry Drew 5 | Boxscore Pts Reb Asts                 | Estadísticas Steven Gray 17 Dwight Powell 9 Will Chery 6 | Pabellón: Thomas & Mack Center, Paradise, Nevada Árbitros: Nick Buchert, Michael Pearson, Jonathan Sterling Televisión: NBA TV |  |

###### Partido por el 11º lugar
| July 18    | Portland Trail Blazers                                      | 73–75                                | Utah Jazz                                                                             | |  |
| 8:30 p. m. | Parciales: 11-4, 14-25, 21-26, 27-20                        | Parciales: 11-4, 14-25, 21-26, 27-20 | Parciales: 11-4, 14-25, 21-26, 27-20                                                  | |  |
|            | Estadísticas C. J. McCollum 21 Allen Crabbe 8 Bobby Brown 6 | Boxscore Pts Reb Asts                | Estadísticas Malcolm Thomas 16 Rudy Gobert 15 M. Thomas, Exum, I. Clark, Motum 3 each | Pabellón: Thomas & Mack Center, Paradise, Nevada Árbitros: Eli Roe, Aaron Smith, Jeff Wooten Televisión: NBA TV |  |

###### Partido por el 9º lugar
| July 18     | Minnesota Timberwolves                                     | 97–78                                 | New Orleans Pelicans                                                           | |  |
| 10:00 p. m. | Parciales: 22-30, 23-16, 22-17, 30-15                      | Parciales: 22-30, 23-16, 22-17, 30-15 | Parciales: 22-30, 23-16, 22-17, 30-15                                          | |  |
|             | Estadísticas Zach LaVine 22 Gorgui Dieng 9 D. J. Kennedy 7 | Boxscore Pts Reb Asts                 | Estadísticas Russ Smith 21 Patric Young 12 Withey, Ru. Smith, Gaddy 3 cada uno | Pabellón: Cox Pavilion, Paradise, Nevada Árbitros: Tre Maddox, Ben Taylor, Charles Watson Televisión: NBA TV on tape delay at 9:00 a. m. on July 19 |  |

##### Cuartos de finales
| 19 de julio | Charlotte Hornets                                                 | 82–79                                 | New York Knicks                                                                | |  |
| 4:00 p. m.  | Parciales: 18-17, 21-20, 23-12, 20-30                             | Parciales: 18-17, 21-20, 23-12, 20-30 | Parciales: 18-17, 21-20, 23-12, 20-30                                          | |  |
|             | Estadísticas Justin Brownlee 16 Noah Vonleh 10 Mickey McConnell 6 | Reporte Pts Reb Asts                  | Estadísticas Tim Hardaway, Jr. 27 Cleanthony Early 10 Tyler, Larkin 3 cada uno | Pabellón: Thomas & Mack Center, Paradise, Nevada Árbitros: Brent Barnaky, Scott Bolnick, Dedric Taylor Televisión: NBA TV |  |

| 19 de julio | Atlanta Hawks                                                                | 71–78                                 | Houston Rockets                                                          | |  |
| 6:00 p. m.  | Parciales: 15-23, 24-20, 20-15, 12-20                                        | Parciales: 15-23, 24-20, 20-15, 12-20 | Parciales: 15-23, 24-20, 20-15, 12-20                                    | |  |
|             | Estadísticas Muscala, Schröder 16 cada uno Adreian Payne 9 Dennis Schröder 4 | Reporte Pts Reb Asts                  | Estadísticas Donatas Motiejūnas 19 Donatas Motiejūnas 13 Isaiah Canaan 5 | Pabellón: Thomas & Mack Center, Paradise, Nevada Árbitros: James Williams, Karl Lane, Justin Van Duyne Televisión: NBA TV |  |

| 19 de julio | Sacramento Kings                                                                 | 80–61                                 | Chicago Bulls                                                 | |  |
| 8:00 p. m.  | Parciales: 16-11, 26-18, 16-20, 22-12                                            | Parciales: 16-11, 26-18, 16-20, 22-12 | Parciales: 16-11, 26-18, 16-20, 22-12                         | |  |
|             | Estadísticas McLemore, M. Brooks 11 cada uno Eric Moreland 8 Ray McCallum, Jr. 4 | Reporte Pts Reb Asts                  | Estadísticas Tony Snell 20 Cameron Bairstow 8 Lazeric Jones 6 | Pabellón: Thomas & Mack Center, Paradise, Nevada Árbitros: Eddie F. Rush, Lauren Holtkamp, Scott Twardoski Televisión: NBA TV |  |

| 19 de julio | San Antonio Spurs                                           | 94–95                                                       | Washington Wizards                                                                       | |  |
| 10:00 p. m. | Parciales: 21-20, 28-19, 12-24, 20-18 (T.E.: 3-3, 6-6, 4-5) | Parciales: 21-20, 28-19, 12-24, 20-18 (T.E.: 3-3, 6-6, 4-5) | Parciales: 21-20, 28-19, 12-24, 20-18 (T.E.: 3-3, 6-6, 4-5)                              | |  |
|             | Estadísticas Austin Daye 27 Jeff Ayres 14 Bryce Cotton 6    | Reporte Pts Reb Asts                                        | Estadísticas Glen Rice, Jr. 36 Glen Rice, Jr. 11 Porter, Rice, Burton, Vaughn 3 cada uno | Pabellón: Thomas & Mack Center, Paradise, Nevada Árbitros: Eli Roe, Nick Buchert, Gediminis Petraitis Televisión: NBA TV |  |

##### Semifinales
| 20 de julio | Charlotte Hornets                                                | 79–83                                 | Houston Rockets                                                     | |  |
| 6:00 p. m.  | Parciales: 17-17, 23-24, 22-27, 17-15                            | Parciales: 17-17, 23-24, 22-27, 17-15 | Parciales: 17-17, 23-24, 22-27, 17-15                               | |  |
|             | Estadísticas P. J. Hairston 27 Noah Vonleh 16 Mickey McConnell 4 | Reporte Pts Reb Asts                  | Estadísticas Isaiah Canaan 24 Donatas Motiejūnas 13 Geron Johnson 4 | Pabellón: Thomas & Mack Center, Paradise, Nevada Árbitros: Haywoode Workman, Justin Van Duyne, Lauren Holtkamp Televisión: NBA TV |  |

| 20 de julio | Sacramento Kings                                                    | 74–62                                 | Washington Wizards                                             | |  |
| 8:00 p. m.  | Parciales: 18-11, 27-13, 13-24, 16-14                               | Parciales: 18-11, 27-13, 13-24, 16-14 | Parciales: 18-11, 27-13, 13-24, 16-14                          | |  |
|             | Estadísticas MarShon Brooks 14 Eric Moreland 12 Ray McCallum, Jr. 3 | Reporte Pts Reb Asts                  | Estadísticas Glen Rice, Jr. 24 Glen Rice, Jr. 9 Kwame Vaughn 4 | Pabellón: Thomas & Mack Center, Paradise, Nevada Árbitros: Tre Maddox, Dedric Taylor, JT Orr Televisión: NBA TV |  |

##### Partido por el campeonato
| 21 de julio | Houston Rockets                                             | 68–77                                 | Sacramento Kings                                                 | |  |
| 9:00 p. m.  | Parciales: 17-16, 17-20, 18-14, 16-27                       | Parciales: 17-16, 17-20, 18-14, 16-27 | Parciales: 17-16, 17-20, 18-14, 16-27                            | |  |
|             | Estadísticas Nick Johnson 17 Tarik Black 10 Isaiah Canaan 6 | Reporte Pts Reb Asts                  | Estadísticas Ray McCallum, Jr. 29 Eric Moreland 10 Ra'shad James | Pabellón: Thomas & Mack Center, Paradise, Nevada Árbitros: Eddie F. Rush, Haywoode Workman, Nick Buchert Televisión: NBA TV |  |

### Posiciones finales
| #  | Equipo                       | PJ | G | P | PCT  | PC   | Explicación                                         |
| -- | ---------------------------- | -- | - | - | ---- | ---- | --------------------------------------------------- |
| 1  | Sacramento Kings             | 7  | 6 | 1 | .857 | 19   | Ganó el partido por el campeonato                   |
| 2  | Houston Rockets              | 8  | 5 | 3 | .625 | 16   | Perdió el partido por el campeonato                 |
| 3  | Washington Wizards           | 6  | 5 | 1 | .833 | 10   | Perdió en semifinales                               |
| 4  | Charlotte Hornets            | 7  | 3 | 4 | .429 | 13.5 | Perdió en semifinales                               |
| 5  | Chicago Bulls                | 5  | 4 | 1 | .800 | 16   | Perdió en cuartos de finales                        |
| 6  | New York Knicks              | 5  | 4 | 1 | .800 | 12   | Perdió en cuartos de finales                        |
| 7  | San Antonio Spurs            | 6  | 4 | 2 | .667 | 12   | Perdió en Cuartos de finales                        |
| 8  | Atlanta Hawks                | 6  | 2 | 4 | .333 | 12   | Perdió en Cuartos de finales                        |
| 9  | Minnesota Timberwolves       | 6  | 2 | 4 | .333 | 10.5 | Ganó el partido de consolación por el 9º lugar      |
| 10 | New Orleans Pelicans         | 5  | 2 | 3 | .400 | 10   | Perdió el partido de consolación por el 9º lugar    |
| 11 | Utah Jazz                    | 5  | 3 | 2 | .600 | 12   | Ganó el partido de consolación por el 11º lugar     |
| 12 | Portland Trail Blazers       | 5  | 2 | 3 | .400 | 11   | Perdió el partido de consolación por el 11º lugar   |
| 13 | Cleveland Cavaliers          | 5  | 4 | 1 | .800 | 11   | Ganó el partido de consolación por el 13.er lugar   |
| 14 | Miami Heat                   | 6  | 2 | 4 | .333 | 15   | Perdió el partido de consolación por el 13.er lugar |
| 15 | Selección de la NBA D-League | 6  | 3 | 3 | .500 | 12   | Ganó el partido de consolación por el 15º lugar     |
| 16 | Philadelphia 76ers           | 6  | 2 | 4 | .333 | 10.5 | Perdió el partido de consolación por el 15º lugar   |
| 17 | Los Angeles Lakers           | 5  | 2 | 3 | .400 | 9    | Ganó el partido de consolación por el 17º lugar     |
| 18 | Denver Nuggets               | 5  | 1 | 4 | .200 | 6    | Perdió el partido de consolación por el 17º lugar   |
| 19 | Toronto Raptors              | 5  | 2 | 3 | .400 | 7    | Ganó el partido de consolación por el 19º lugar     |
| 20 | Los Angeles Clippers         | 5  | 1 | 4 | .200 | 7    | Perdió el partido de consolación por el 19º lugar   |
| 21 | Milwaukee Bucks              | 5  | 1 | 4 | .200 | 6.5  | Ganó el partido de consolación por el 21.er lugar   |
| 22 | Golden State Warriors        | 5  | 2 | 3 | .400 | 9    | Perdió el partido de consolación por el 21.er lugar |
| 23 | Dallas Mavericks             | 5  | 3 | 2 | .600 | 11   | Ganó el partido de consolación por el 23.er lugar   |
| 24 | Phoenix Suns                 | 5  | 2 | 3 | .400 | 10   | Perdió el partido de consolación por el 23.er lugar |

### Líderes individuales en estadísticas
Referencia:
| Jugador           | Equipo                 | PPP  |
| ----------------- | ---------------------- | ---- |
| Glen Rice, Jr.    | Washington Wizards     | 25.0 |
| Tim Hardaway, Jr. | New York Knicks        | 22.8 |
| Jordan McRae      | Philadelphia 76ers     | 21.0 |
| C. J. McCollum    | Portland Trail Blazers | 20.2 |
| Tony Snell        | Chicago Bulls          | 20.0 |

| Jugador         | Equipo                 | RPP  |
| --------------- | ---------------------- | ---- |
| Cole Aldrich    | New York Knicks        | 15.0 |
| Jerelle Benimon | Denver Nuggets         | 11.3 |
| Miles Plumlee   | Phoenix Suns           | 11.0 |
| Gorgui Dieng    | Minnesota Timberwolves | 10.2 |
| Josh Davis      | Charlotte Hornets      | 10.1 |

| Jugador             | Equipo                       | APP |
| ------------------- | ---------------------------- | --- |
| Russ Smith          | New Orleans Pelicans         | 6.4 |
| Tre Kelley          | Selección de la NBA D-League | 5.2 |
| Matthew Dellavedova | Cleveland Cavaliers          | 4.7 |
| Maalik Wayns        | Washington Wizards           | 4.7 |
| Lazeric Jones       | Chicago Bulls                | 4.6 |

### Honores
El primer y el segundo mejor quinteto de la NBA Summer League fueron seleccionados por un panel de miembros de los medios de comunicación presentes en la NBA Summer League de Las Vegas.
Primer Quinteto de la NBA Summer League:
- Doug McDermott, Chicago Bulls
- Donatas Motiejūnas, Houston Rockets
- Otto Porter, Washington Wizards
- Glen Rice, Jr., Washington Wizards (MVP)
- Tony Snell, Chicago Bulls

Segundo Quinteto de la NBA Summer League:
- Rudy Gobert, Utah Jazz
- Tim Hardaway, Jr., New York Knicks
- Jordan McRae, Philadelphia 76ers
- Russ Smith, New Orleans Pelicans
- T. J. Warren, Phoenix Suns

MVP del partido por el campeonato:
- Ray McCallum, Jr., Sacramento Kings[5]